# Supermercados Amigo
Supermercados Amigo è una catena della grande distribuzione organizzata a Porto Rico e di proprietà di Pueblo.

## Storia
Negli anni '20, José Martí Fuentes aprì Supermercados Amigo. Durante gli anni di formazione dell'azienda, gestiva piccoli supermercati in tutta l'isola, situati in piccoli centri commerciali. Molte città di Porto Rico avevano diverse sedi Amigo.

### La trasformazione
Dopo che le aziende Grand Union e Coop Supermarkets cessarono le attività a Porto Rico, Amigo iniziò a progettare di diventare un attore importante nel settore della grande distribuzione di Porto Rico. Nel 1989 aprirono il loro primo grande negozio, situato nel Plaza del Carmen, a Caguas . Successivamente vennero aperti molti altri grandi negozi in tutta Porto Rico. Iniziò una massiccia campagna televisiva e il loro slogan, Amigo, lo mejor al mejor precio ( Amigo, il meglio ai migliori prezzi ) divenne una frase familiare a Porto Rico.

### Problemi economici
Negli anni '90, Amigo incontrò gravi problemi, la maggior parte dei quali legati agli stipendi dei dipendenti. Di conseguenza, l'azienda iniziò a perdere denaro. Ci furono diversi scioperi, che ricevettero ampia attenzione mediatica.

### Acquisizione di Walmart
Nel luglio 2002, il colosso americano della vendita al dettaglio Walmart acquisì Supermercados Amigo,[1][2][3] in quella che divenne una mossa commerciale controversa. I supermercati più piccoli sollevarono immediatamente accuse di concorrenza sleale e monopolio, poiché Amigo sarebbe stato sostenuto dal solido patrimonio di Walmart. Come parte dell'accordo stipulato per l'acquisizione, diversi supermercati dovettero essere chiusi (in particolare se nelle vicinanze si trovavano Walmart o Sam's Club). Gli Amigos chiusi entrarono a far parte di una nuova (all'epoca) società di supermercati nota come "SuperMax" e "Pitusa Markets".
La struttura dei supermercati stessi non subì modifiche a seguito dell'acquisizione, con l'unica eccezione che ora i clienti possono pagare i loro acquisti con le rispettive carte di credito Sam's Club o Walmart.
Nel gennaio 2016, Walmart ha annunciato che avrebbe chiuso quattro punti vendita Amigo (oltre a tutti e tre i punti vendita Super Ahorros) sparsi sull'isola, nell'ambito di un'ondata più ampia di chiusure di negozi.